# Dania na Letnich Igrzyskach Olimpijskich 1996
Danię na Letnich Igrzyskach Olimpijskich 1996 reprezentowało 119 zawodników, 54 mężczyzn i 65 kobiet.

## Zdobyte medale
| Medal  | Zawodnik | Dyscyplina   | Konkurencja                                      | Rezultat                                                |
| ------ | --- | ------------ | ------------------------------------------------ | ------------------------------------------------------- |
| Złoto  | Anja Andersen Camilla Andersen Heidi Astrup Tina Bøttzau Marianne Florman Conny Hamann Anja Byrial Hansen Anette Hoffmann-Møberg Tonje Kjærgaard Janne Kolling Susanne Munk Lauritsen Gitte Madsen Lene Rantala Gitte Sunesen Anne Dorthe Tanderup | Piłka ręczna | Turniej kobiet                                   | W finale pokonały reprezentację Korei Południowej 37:33 |
| Złoto  | Niels Henriksen Thomas Poulsen Eskild Ebbesen Victor Feddersen | Wioślarstwo  | Czwórki podwójne wagi lekkiej mężczyzn           | 6:23,27                                                 |
| Złoto  | Kristine Roug | Żeglarstwo   | Klasa Europe kobiet                              | 40 pkt                                                  |
| Złoto  | Poul-Erik Høyer Larsen | Badminton    | Gra pojedyncza mężczyzn                          | W finale pokonał reprezentanta Chin Jiong Donga 2:0     |
| Srebro | Rolf Sørensen | Kolarstwo    | Wyścig indywidualny ze startu wspólnego mężczyzn | 4:53:56                                                 |
| Brąz   | Trine Hansen | Wioślarstwo  | Jedynka kobiet                                   | 7:37,20                                                 |